# هویگیئونگ-دونگ
هویگیئونگ-دونگ (به لاتین: Hwigyeong-dong) یک منطقهٔ مسکونی در کره جنوبی است که در Dongdaemun District واقع شده‌است.